# 吕本·布雷克尔曼斯
吕本·彼得·布雷克尔曼斯（荷蘭語：Ruben Pieter Brekelmans，1986年7月18日—），荷兰政治家，2024年7月2日出任斯霍夫内阁国防大臣。布雷克尔曼斯此前曾代表保守自由主义政党自由民主人民黨（VVD）担任國會二院议员。